# Agente situado
En inteligencia artificial y en la ciencia cognitiva, el término situado se refiere a un agente inteligente que está embebido en un entorno. El término
situado es comúnmente usado para referirse a robots, pero algunos investigadores discuten que los agentes software también pueden ser situados si:
- Estos existen en un entorno dinámico (con cambios rápidos),
- Estos pueden manipular o cambiar su entorno con sus acciones,
- Estos pueden sentir o percibir.

Los ejemplos pueden incluir agentes basados en la web, los cuales pueden alterar los datos o activar procesos en internet (como compras), o bots que habitan y cambian mundos virtuales, tales como Second Life.
Ser situado es generalmente considerado ser parte de un ambiente, pero es mejor considerar cada perspectiva individualmente. La perspectiva de "situado" enfatiza que el comportamiento inteligente es el resultado de las interacciones del agente con el ambiente. La naturaleza de estas interacciones están definidas por la personificación de un agente.